# Nová Ves u Nového Města na Moravě
Nová Ves u Nového Města na Moravě (în germană Neudorf) este o comună și un sat din districtul Žďár nad Sázavou⁠(d) din regiunea Vysočina din Republica Cehă. În 2023 a avut aproximativ 700 de locuitori.
Nová Ves u Nového Města na Moravě se află la aproximativ 12 km est de Žďár nad Sázavou⁠(d), la 40 km nord-est de Jihlava și la 135 km sud-est de Praga. Este situat la doi kilometri și jumătate sud de Nové Město na Moravě.

## Etimologie
Numele localității înseamnă literal „Sat Nou lângă Orașul Nou din Moravia”. Este cel mai lung nume al unei comune din Republica Cehă, cu 26 de litere și 7 spații. 

## Istorie
Prima mențiune scrisă a satului datează din 1412. Satul a fost fondat probabil în secolul al XIII-lea în timpul burgravului de Znojmo Boček din Jaroslavice și din Zbraslav.
În 2006, satul Nová Ves de lângă Nové Město na Moravě a primit un premiu în cadrul concursului Vesnice Vysočiny, în special premiul Panglica Albă pentru activitățile pentru tineret. În 2015, satul a câștigat un premiu în cadrul competiției Vesnice Vysočiny, o diplomă pentru dezvoltarea tradițiilor populare.
În 2019, satul a primit un premiu în cadrul competiției Vesnice Vysočiny 2019 și anume a primit Panglica Albastră pentru viața socială. În 2022, satul a câștigat un premiu în cadrul competiției Vesnice Vysočiny 2022 și anume a primit Panglica Portocalie pentru cooperarea dintre sat și o entitate agricolă.
Între 1897 și 1900, în sat a fost ridicată o capelă dedicată Sf. Anna. A fost demolată în 2018 și reconstruită în 2019 cu un design modern.